# خانه علی‌اصغر شوکت سعیدی
مربوط به دوره پهلوی اول است و در سیرجان، محله بمید، خیابان شیخ فضل ا نوری (امامزاده احمد) واقع شده و این اثر در تاریخ ۷ مهر ۱۳۸۱ با شمارهٔ ثبت ۶۱۳۰ به‌عنوان یکی از آثار ملی ایران به ثبت رسیده‌است.
مصالح بنا خشت خام و گل رس بوده و نمای اصلی بنا با آجر پوشانده شده‌است. این تزئینات شامل آجر خفته - راسته، آجرهای تراش و تلفیق آجر و دانه‌های درشت سرباره کوره است که با تلفیق آجر تزئین زیبای را پدیدآورده است. این تلفیق آجر و سرباره سیاهرنگ کوره که معمولاً با طرح‌های هندسی، گلدانی و اسلیمی است در بسیاری از خانه‌های قدیمی محله باغ بمید سیرجان مشاهده می‌شود. نمای شرقی با نمای اصلی بنا شامل یک ایوان است که نمای ایوان با یک ستون با پوشش قوس نیم دایره به ۲ دهنه تبدیل شده‌است و این وضعیت در طبقه همکف و اول موجود است.
بر پیشانی طاق‌های زیرین دو قاب آجری با تزئینات هندسی اجرا شده‌است که حد فاصل آن را یک ردیف تزئینات دانه‌های سرباره در نوار عمودی اجرا شده‌است.
پیشانی و حد فاصل طاق‌های نیم دایره ایوان فوقانی دارای تزئینات آجر تراش و تلفیق دانه‌های سیاه رنگ سرباره کوره با طرح اسلیمی می‌باشد و همچنین طرفین دو دهنه یاد شده دارای دو ستون نیم دایره بوده که تا بالاترین ارتفاع ساختمان کشیده شده‌است.